# Macieira de Cambra
Macieira de Cambra é uma vila portuguesa sede da Freguesia de Macieira de Cambra do Município de Vale de Cambra, freguesia com 17,88 km² de área e 4390 habitantes (censo de 2021), tendo, assim, uma densidade populacional de 245,5 hab./km²
A freguesia de Macieira de Cambra tinha até 1980 a designação de Freguesia de Macieira. Por sua vez, a povoação de Macieira de Cambra foi elevada à categoria de vila em 1993.
Foi sede de concelho entre 1514 e 1926. Neste último ano, o Concelho de Macieira de Cambra foi extinto e criado o de Vale de Cambra em sua substituição, com sede na localidade do mesmo nome.
Situada a dois quilómetros da sede de Município, a Freguesia Macieira de Cambra tem uma área de 17,88 km2 e é atravessada pelos rios Caima e Vigues, e vários córregos.

## História
A vila de Macieira de Cambra é de origem muito antiga, perdendo-se essas suas origens em tempos imemoriais. Recuar até à fundação da freguesia na pré-história é possível, muito embora não se possa datar com segurança os vestígios de ocupação humana, desses tempos tão remotos.
Macieira de Cambra aparece mencionada em vários documentos medievais, tendo dado origem ao topónimo do concelho.

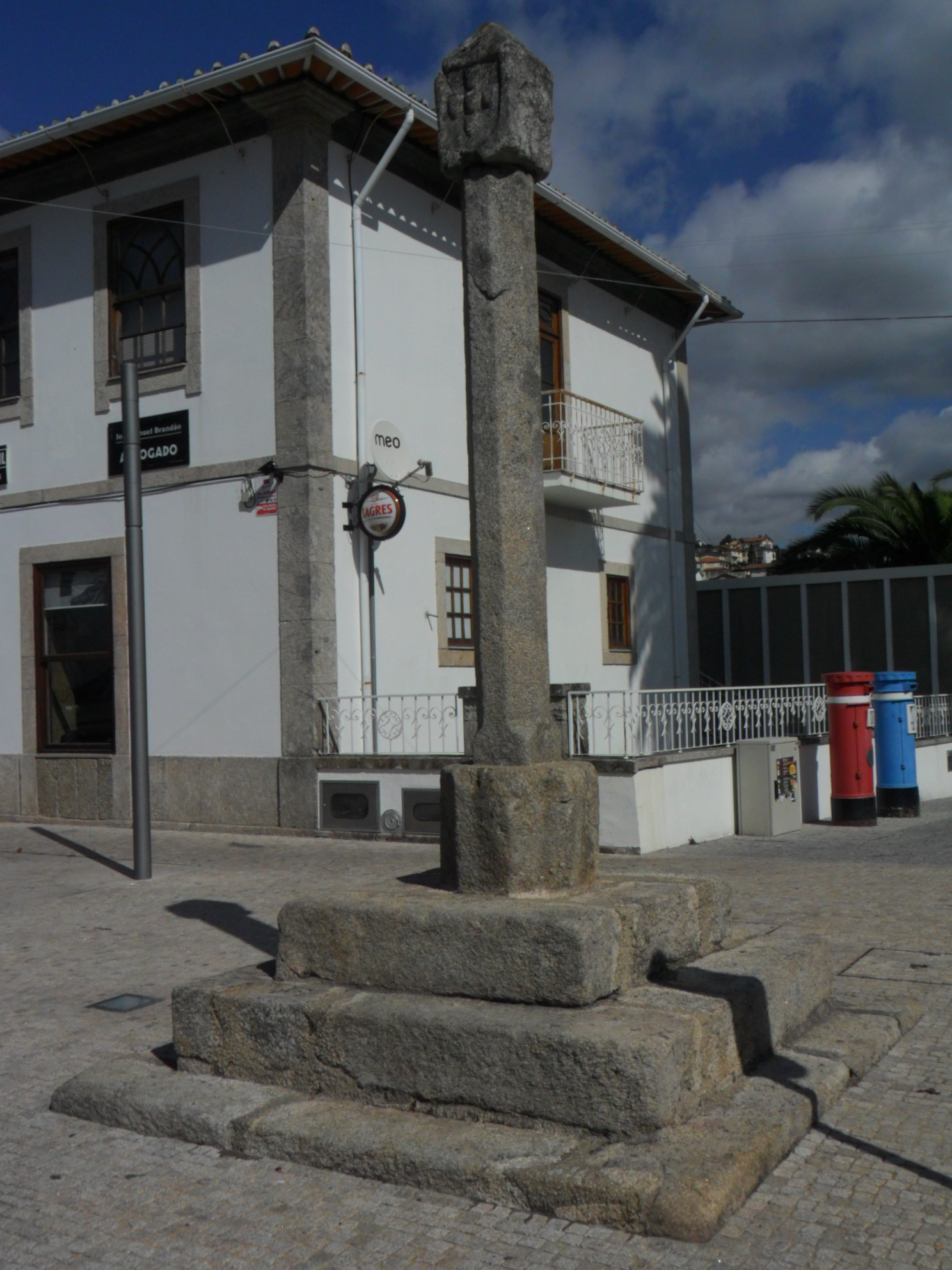
Pelourinho de Macieira de Cambra.

A primeira referência escrita acerca da freguesia encontra-se num documento de doação anterior à fundação da nacionalidade no qual, no ano de 992, Ordonho II de Leão e Castela dá estas terras ao Bispo D. Gomado do Mosteiro de Crestuma.
Pertencendo ao Julgado Medieval de Cambra, é mencionada nas Inquirições de D. Dinis onde se refere que na paróquia de Santa Maria de Macieira havia, no lugar deste nome, a "quintã" e paço de Afonso Pais, estendendo-se a honra a cinco casais; no lugar de Tagim, havia a "quintã" de Gonçalo Dias; no de Mulhudos, havia outra "quintã" que honrava toda a aldeia, compreendendo sete casais do mosteiro de Pedroso e no de padrastros existiam cinco casais de mosteiros, sendo estes com toda a aldeia uma honra.
As Festas Setembrinas, que se realizam no primeiro Domingo de Setembro em honra do Senhor do Calvário e no dia 8 deste mesmo mês, em honra da Nossa Senhora da Natividade, são festividades com grande expressão.

## Demografia
Nota: Pelo decreto nº 12.976, de 31/12/1926, a sede passou para  o lugar de Gandra, depois denominado Vale de Cambra, freguesia de Vila Chã. Nos censos de 1864 a 1920 figura como Macieira de Cambra.
A população registada nos censos foi:
| Distribuição da População por Grupos Etários | Distribuição da População por Grupos Etários | Distribuição da População por Grupos Etários | Distribuição da População por Grupos Etários | Distribuição da População por Grupos Etários |
| -------------------------------------------- | -------------------------------------------- | -------------------------------------------- | -------------------------------------------- | -------------------------------------------- |
| Ano                                          | 0-14 Anos                                    | 15-24 Anos                                   | 25-64 Anos                                   | > 65 Anos                                    |
| 2001                                         | 753                                          | 679                                          | 2567                                         | 822                                          |
| 2011                                         | 627                                          | 487                                          | 2594                                         | 1044                                         |
| 2021                                         | 470                                          | 435                                          | 2287                                         | 1198                                         |

## Património
- Pelourinho de Macieira de Cambra
- Ponte Velha
- Capela de São Bartolomeu
- Cruzeiro no adro da igreja
- Cruz de São Domingos
- Janela manuelina no lugar de Carvalha
- Casas do Chão de Cancela, de Refoios de Baixo e de Refoios de Cima, ambas com capela
- Cruzeiro
- Prédio de habitação no lugar de Algeriz
- Vestígios arqueológicos de Baralhas
- Capela de Santo Aleixo
- Casa Suárez
- Ponte Velha
- Dólmen de Agros de Junqueira

## Política

### Eleições autárquicas

#### Junta de Freguesia
| Data | %      | M      | %     | M  | %       | M       | %            | M            |
| Data | CDS-PP | CDS-PP | PS    | PS | PPD/PSD | PPD/PSD | FEPU/APU/CDU | FEPU/APU/CDU |
| ---- | ------ | ------ | ----- | -- | ------- | ------- | ------------ | ------------ |
| 1976 | 34,90  | 4      | 24,14 | 2  | 23,34   | 2       | 13,34        | 1            |
| 1979 | 31,19  | 4      |       |    | 55,81   | 8       | 10,07        | 1            |
| 1982 | 46,55  | 7      | 25,83 | 4  | 18,58   | 2       | 5,41         | -            |
| 1985 | 51,58  | 5      | 20,35 | 2  | 24,87   | 2       | 3,09         | -            |
| 1989 | 47,56  | 5      | 19,30 | 2  | 27,59   | 2       | 1,67         | -            |
| 1993 | 49,10  | 5      | 17,60 | 1  | 29,06   | 3       | 0,98         | -            |
| 1997 | 42,00  | 4      | 10,64 | 1  | 43,10   | 4       | 0,94         | -            |
| 2001 | 39,49  | 4      | 32,38 | 3  | 23,73   | 2       | 1,06         | -            |
| 2005 | 31,61  | 3      | 30,41 | 3  | 31,67   | 3       | 1,66         | -            |
| 2009 | 21,19  | 2      | 50,42 | 5  | 23,62   | 2       | 1,96         | -            |
| 2013 | 19,17  | 2      | 51,20 | 5  | 20,16   | 2       | 2,51         | -            |
| 2017 | 26,65  | 2      | 44,62 | 5  | 20,48   | 2       | 1,85         |              |

## Ligações Externas
- Junta de Freguesia de Macieira de Cambra